# ماکوتو شینکای
ماکوتو شینکای (به ژاپنی: 新海 誠، Shinkai Makoto) با نام اصلی ماکوتو نیتسو (به ژاپنی: 新津 誠، Niitsu Makoto) زادهٔ ۹ فوریه ۱۹۷۳، کارگردان انیمهٔ ژاپنی است که پیشتر به طراحی گرافیک مشغول بود. او از اهالی استان ناگانو است و در دانشگاه چو در رشتهٔ ادبیات ژاپنی تحصیل کرده است. او از دوران مدرسه به ساخت و طراحی مانگا، انیمه و رمان علاقه‌مند بوده و امروزه در چندین نقد از او با عنوان «میازاکی جدید» نام برده شده است. شینکای بعد از ساخت انیمه نام تو شهرتی جهانی پیدا کرد.

## زندگی‌نامه و حرفه

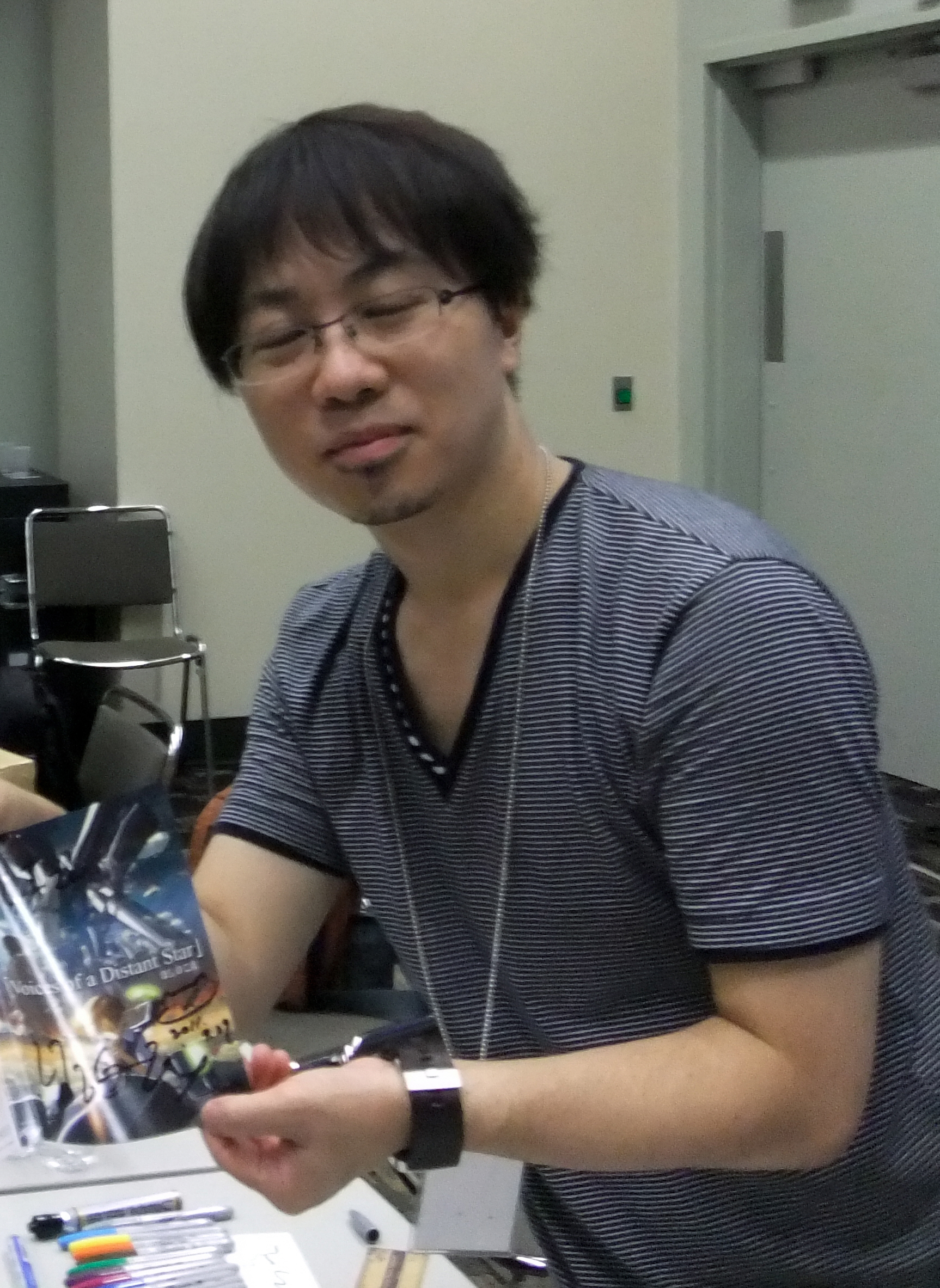
ماکوتو شینکای در سال 2011

ماکوتو شینکای در ۹ فوریه سال ۱۹۷۳ در شهر ناگانو در ژاپن به دنیا آمد، شهری کوچک و قدیمی که دورتادور آن با رشته کوه‌هایی محصور شده است. او در دورهٔ دبیرستان، برای اولین بار به دیدن فیلم لاپوتا قلعه‌ای در آسمان اثر هایائو میازاکی می‌رود و به شدت تحت تأثیر آن قرار می‌گیرد. همان‌طور که خودش می‌گوید:
فوق‌العاده بود! هیچ‌چیزی مثل آن ندیده بودم. البته آن‌طور نبود که بخواهم انیمه‌هایی شبیه به این اثر میازاکی بسازم، اما می‌خواستم روزی به آن بار احساسی‌ای که میازاکی به مخاطبانش از جمله من توانسته بود نشان دهد، دست پیدا کنم.
از آن روز به بعد، شینکای در کشیدن مانگا و نوشتن رمان، شور و اشتیاقی از خود نشان می‌دهد و پس از فارغ‌التحصیلی از دبیرستان این فرصت را به‌دست می‌آورد تا به توکیو برود و در دانشگاه Chuo به مطالعهٔ ادبیات ژاپن بپردازد. او در دانشگاه وارد کلوپ ادبیات نوجوانان شده و به صورت جدی شروع به کشیدن مانگا می‌کند. او پس از فارغ‌التحصیلی از دانشگاه، در سال ۱۹۹۶ به شرکت بازی‌های ویدئویی نیهون فالکام می‌پیوندد و در آنجا به مدت ۵ سال به طراحی گرافیک ویدئو کلیپ‌های بازی‌های ژاپنی مشغول می‌شود. او در سال ۱۹۹۸، اولین تجربه ساخت انیمیشن خود را با دو انیمیشن کوتاه به نام‌های The World be Enclosed و Other Worlds شروع می‌کند و در نهایت در سال ۲۰۰۱ به استودیوی کومیکس ویو فیلمز (CoMix Wave Films) می‌پیوندد.
شینکای با شروع همکاری طولانی مدت خود با کومیکس ویو فیلمز، در سال ۲۰۰۲ فیلم کوتاه علمی تخیلی صداهای ستاره‌ای دوردست را منتشر کرد و به دنبال آن اولین فیلم بلند خود را به نام محل قرار روزهای اول آشنایی در سال ۲۰۰۴ به نمایش گذاشت.
دومین فیلم بلند شینکای، درام رمانتیک ۵ سانتی‌متر در ثانیه (۲۰۰۷) می‌باشد و همچنین فیلم‌های بعدی او، بچه‌هایی که آواهای گمشده را دنبال می‌کنند (۲۰۱۱) و باغی از کلمات (۲۰۱۳) که تحسین منتقدان را برانگیخت. فیلم عاشقانه فانتزی شینکای در سال ۲۰۱۶ با نام نام تو یک موفقیت بزرگ تجاری بود که مورد توجه طرفداران و منتقدان قرار گرفت و به سومین فیلم پرفروش انیمه تمام دوران تبدیل شد هم چنین این فیلم توانست در سایت IMDB در بین ۱۰۰ فیلم برتر سینما قرار بگیرد. فیلم سال ۲۰۱۹ او، فرزند آب‌وهوا نیز موفقیت‌های مشابهی در زمینه انتقادی و تجاری به دست آورد.

## آثار

### فیلم‌شناسی
| عنوان                                                                               | سال  | به عنوان | به عنوان | به عنوان  | به عنوان                                             | به عنوان | نقش                   | یادداشت    |
| عنوان                                                                               | سال  | کارگردان | نویسنده  | تهیه‌کننده | دیگر                                                 | بازیگر   | نقش                   | یادداشت    |
| ----------------------------------------------------------------------------------- | ---- | -------- | -------- | --------- | ---------------------------------------------------- | -------- | --------------------- | ---------- |
| جهان محصور شده (囲まれた世界 Kakomareta Sekai)                                      | ۱۹۹۸ | آری      |          |           | انیماتور                                             |          |                       | فیلم کوتاه |
| جهان‌های دیگر (遠い世界 Tōi Sekai)                                                   | ۱۹۹۸ | آری      |          |           | انیماتور                                             |          |                       | فیلم کوتاه |
| او و گربه‌اش (彼女と彼女の猫 Kanojo to Kanojo no Neko)                               | ۱۹۹۹ | آری      | آری      |           | انیماتور                                             | آری      | گربه (صداپیشه)        | فیلم کوتاه |
| صداهای ستاره‌ای دوردست (ほしのこえ Hoshi no Koe)                                     | ۲۰۰۲ | آری      | آری      | آری       | انیماتور                                             | آری      | نوبورو ترو (صدا پیشه) | فیلم کوتاه |
| مینا او توما (みんなのうた「笑顔」)                                                 | ۲۰۰۳ | آری      |          |           |                                                      |          |                       | فیلم کوتاه |
| محل قرار روزهای اول آشنایی (雲のむこう、約束の場所 Kumo no Mukō, Yakusoku no Basho) | ۲۰۰۴ | آری      | آری      | آری       | - استوری برد - هنر پس زمینه - طراحی - ترانه‌نویس آهنگ |          |                       |            |
| ۵ سانتی‌متر در ثانیه (秒速۵センチメートル Byōsoku Go-Senchimētoru)                   | ۲۰۰۷ | آری      | آری      | آری       | - استوری برد - طراح هنری - طراح رنگ                  |          |                       |            |
| آنی*کوری۱۵ (アニ＊クリ15 (Ani*Kuri15                                                | ۲۰۰۸ | آری      | آری      | آری       | - انیماتور                                           |          |                       |            |
| بچه‌هایی که آواهای گمشده را دنبال می‌کنند (星を追う子ども Hoshi o Ou Kodomo)          | ۲۰۱۱ | آری      | آری      | آری       | - فیلمبرداری - تدوین                                 |          |                       |            |
| نگاه مراقب (だれかのまなざし Dareka no Manazashi)                                   | ۲۰۱۳ | آری      | آری      |           |                                                      |          |                       | فیلم کوتاه |
| باغی از کلمات (言の葉の庭 Kotonoha no Niwa)                                         | ۲۰۱۳ | آری      | آری      |           | - عکس برداری - طراح رنگ - تدوین                      |          |                       |            |
| نام تو (君の名は。 Kimi no Na wa)                                                   | ۲۰۱۶ | آری      | آری      |           | - عکس برداری - طراح رنگ - تدوین                      |          |                       |            |
| فرزند آب‌وهوا (天気の子 Tenki no Ko)                                                 | ۲۰۱۹ | آری      | آری      |           | - عکس برداری - طراح رنگ - تدوین                      |          |                       |            |
| سوزومه (すずめの戸締まり)                                                           | ۲۰۲۲ | آری      | آری      |           |                                                      |          |                       |            |

### بازی‌های ویدئویی
- Bittersweet Fools - Trailer & OP Director, 2001
- Wind: A Breath of Heart - Trailer & OP Director / Computer Animator, 2002-2004
- Haru no Ashioto - Trailer & OP Director, 2004
- Ef: A Fairy Tale of the Two. - Trailer & OP Director, 2006

### ادبیات
- اسلاگ (۱۹۹۴) (کتاب تصویری)
- ۵ سانتی‌متر در ثانیه (۲۰۰۷) (رمان)

### مانگا
- فراسوی برج، ۲۰۰۲
- صداهای ستاره‌ای دوردست، ۲۰۰۴
- سرزمینی که در روزگاران پیشین وعده داده شد، ۲۰۰۵-اکنون
- ۵ سانتی‌متر در ثانیه، ۲۰۱۰–۲۰۱۱
- کودکانی در جستجوی صداهای گمشده، ۲۰۱۱

### تصویرسازی
- I Dream to Protect You (きみを守るためにぼくは夢をみる, Kimi wo Mamoru Tame ni Boku wa Yume wo Miru) - 2003 - 2011